# Ótani Icsidzsi
Ótani Icsidzsi (Hjogo, 1912. augusztus 31. – 2007. november 23.) japán válogatott labdarúgó.

## Nemzeti válogatott
A japán válogatottban 3 mérkőzést játszott, melyeken 1 gólt szerzett.

## Statisztika
| Japán válogatott | Japán válogatott | Japán válogatott |
| Időszak          | Mérk.            | gól              |
| ---------------- | ---------------- | ---------------- |
| 1934             | 3                | 1                |
| Összesen         | 3                | 1                |